# Aimer, boire et chanter
Aimer, boire et chanter é um filme de comédia dramática produzido na França, dirigido por Alain Resnais e lançado em 2014, com roteiro baseado em peça homônima de Alan Auckbourn.[carece de fontes?]

## Enredo
Um grupo de atores amadores ensaia uma peça. George, um dos amigos, recebe a notícia de que tem uma doença fatal e que lhe restam apenas 6 meses de vida. Este facto altera a vida de todos e passa a ser o motivo principal das motivações e comportamentos dos outros.